# Diệp Vấn (phim)
Diệp Vấn (Hán phồn thể: 葉問; Hán giản thể: 叶问; bính âm: Yè Wèn; Việt bính: Jip6Man6; tựa tiếng Anh: Ip Man) là một bộ phim điện ảnh thuộc thể loại võ thuật bán tiểu sử của Hồng Kông - Trung Quốc công chiếu vào năm 2008, do Diệp Vỹ Tín làm đạo diễn, Huỳnh Bách Minh sản xuất với phần chỉ đạo võ thuật của ngôi sao Hồng Kim Bảo. Tác phẩm có sự tham gia của các diễn viên gồm Chân Tử Đan, Hùng Đại Lâm, Nhậm Đạt Hoa, Lâm Gia Đống, Phàn Thiếu Hoàng, Thích Hành Vũ và Hiroyuki Ikeuchi. Phim nói về một quãng đời của Diệp Vấn (1893 - 1972), một trong những danh sư của võ phái Vịnh Xuân quyền. Bối cảnh của phim bắt đầu từ thập niên 30 của thế kỷ 20, khi Diệp Vấn đang sống ở Phật Sơn cùng gia đình, cho đến khi Chiến tranh Trung-Nhật nổ ra.
Diệp Vấn là bộ phim đầu tiên được dàn dựng dựa trên cuộc đời của Diệp Vấn. Ý định đưa cuộc đời của Diệp sư phụ lên màn ảnh đã có từ năm 1998, song bị gác lại một thời gian do vấn đề bản quyền. Tình trạng này cứ kéo dài mãi cho tới khi nam diễn viên kiêm nhà sản xuất phim Huỳnh Bách Minh nhận được sự hỗ trợ về kinh phí và tư vấn từ con trai cả của Diệp Vấn là Diệp Chuẩn, ông đã quyết định làm bộ phim này. Bách Minh đã có một thời gian nghiên cứu về những ngày tại vùng đất Phật Sơn của Diệp Vấn, cũng như nghiên cứu về tiểu sử của vị danh sư. Từ những ý tưởng này mà con trai của Bách Minh là Huỳnh Tử Hoàn chắp bút viết kịch bản.
Từ tháng 3 tới tháng 8 năm 2008, phim được quay ở Thượng Hải. Tên phim theo dự tính sẽ là Nhất đại tôn sư Diệp Vấn, khiến cho trong thời gian quay, đã có sự tranh chấp giữa nhà sản xuất và đạo diễn Vương Gia Vệ, vì đạo diễn này cũng có dự án làm phim Nhất đại tôn sư về Diệp Vấn từ cách đó 5 năm, nhưng chưa làm được vì chưa được phép. Để giải quyết tranh chấp, nhà sản xuất đã đổi tên thành Diệp Vấn.
Diệp Vấn ra mắt tại Hồng Kông vào ngày 18 tháng 12 năm 2008, nhận được sự hoan nghênh từ các nhà phê bình cho đến khán giả. Ngoài thành công về mặt thương mại với số tiền thu được trên 1 triệu nhân dân tệ, phim còn được đề cử cho 12 hạng mục tại giải thưởng điện ảnh Kim Tượng 2009, bao gồm giải "Phim truyện hay nhất", "Diễn viên xuất sắc nhất" và "Đạo diễn xuất sắc nhất". Sự thành công của tác phẩm này đã giúp các nhà sản xuất bật đèn xanh cho các phần phim tiếp theo, từ Diệp Vấn 2, Diệp Vấn 3 và Diệp Vấn 4.

## Nội dung
Vào thập niên 1930, tại Phật Sơn – nơi được coi là một trong những cái nôi của võ thuật miền Nam Trung Quốc, võ thuật đang rất thịnh hành. Rất nhiều người đến đây để bái sư. Để thể hiện thực lực, các võ đường thường thách đấu với nhau. Diệp Vấn ở vùng đất đó, tuy võ công cao cường, nhưng không mở lớp dạy học trò mà chỉ sống thầm lặng ở nhà với vợ con, tập luyện và nghiên cứu võ nghệ với bạn bè. Liêu sư phụ là một thầy dạy võ đến thách đấu với Diệp Vấn, sau đó bị đánh bại. Hai người đã thỏa thuận sẽ không tiết lộ ra ngoài, nhưng cậu bé Sa Đảm Nguyên đã chứng kiến tất cả trong lúc trèo lên cây để lấy lại con diều bị vướng. Câu chuyện bị lộ ra ngay sau đó, khiến Liêu sư phụ giận dữ, còn Đảm Nguyên nhất định nói những gì mình đã chứng kiến, đến mức anh trai cậu phải làm cho cậu xấu hổ trước mặt mọi người, khiến cậu bỏ đi biệt xứ.
Một ngày kia, Kim Sơn Trảo – một vị võ sư quê nhà miền Bắc có tính tình lỗ mãng đến Phật Sơn. Do muốn tạo dựng sự nghiệp ở miền đất võ, y thách đấu và đánh bại hầu hết các cao thủ của vùng. Sau đó, để được người dân bản xứ công nhận là đệ nhất cao thủ, Kim Sơn Trảo quyết định đến nhà hung hăng khiêu chiến với Diệp Vấn. Được sự chấp thuận của vợ, Diệp Vấn đã ra tay đánh bại họ Kim bằng võ Vịnh Xuân. Chiến thắng này làm dấy lên lòng ham thích học võ Vịnh Xuân ở thành phố Phật Sơn. Diệp Vấn nhờ đó càng được mọi người kính trọng và yêu quý.
Năm 1937, quân Nhật tiến hành xâm lược Trung Quốc, Phật Sơn nhanh chóng bị biến thành bãi hoang tàn. Diệp Vấn và gia đình trở thành nghèo nàn như mọi người, phải cầm hết mọi thứ để đổi lấy gạo ăn. Đến một ngày nhà không còn gạo, Diệp Vấn quyết định đi xúc than thuê để kiếm sống. Tại mỏ than, anh gặp Lâm võ sĩ, một người bạn ngày xưa rất quý trọng mình. Anh cũng gặp lại Lý Chiêu, cảnh sát trưởng của Phật Sơn trước kia, nay là phiên dịch viên của quân Nhật.
Tướng Miura của Nhật là một người mê võ, y dùng gạo để treo thưởng cho người Trung Quốc nào đánh thắng võ sĩ Nhật, qua đó tìm hiểu thêm về võ thuật Trung Quốc. Lâm võ sĩ quyết định đi đấu thử, khi đến nơi, anh căm phẫn khi thấy người Trung Quốc bị coi thường. Khi giao đấu với Miura, anh phun máu vào mặt y, khiến y tức giận, sau đó Lâm bị đánh chết. Diệp Vấn tìm Lâm võ sĩ không thấy, liền theo đoàn người Trung Quốc đến võ đài. Tại đây chứng kiến Liêu sư phụ, sau trận đấu kiếm cơm đã bị Sato, một sĩ quan dưới trướng Miura bắn chết một cách vô lý, Diệp Vấn quyết định vào thách đấu. Anh đã trút hết nỗi căm hận lên mười tên võ sĩ Nhật Bản, đánh bọn chúng trọng thương.
Miura yêu cầu Diệp Vấn dạy võ cho người Nhật. Diệp Vấn nhất định không chịu, anh đưa gia đình lẩn trốn dưới sự che chở của Lý Chiêu. Quân Nhật liền tìm đến phá hoại xưởng dệt bông của Châu Thanh Tuyền, vốn là bạn thân của Diệp Vấn để dụ Diệp Vấn ra mặt. Diệp Vấn ra tay cứu giúp sau đó bị bắt giữ. Miura đã dùng nhiều lời lẽ để chiêu dụ, nhưng Diệp Vấn vẫn một mực từ chối. Anh muốn dùng nắm đấm để khơi dậy khối đoàn kết của người Trung Quốc nên đã khiêu chiến với Miura. Vài ngày sau, trận đấu đã được thực hiện. Để bảo đảm cho chiến thắng của Miura, Sato đã bí mật bố trí mai phục, Diệp Vấn không biết mình đang lâm vào tình cảnh nguy hiểm, vì nếu chiến thắng anh sẽ bị Sato bắn. Anh dùng võ Vịnh Xuân quyền đấu với Không thủ đạo của Miura trên võ đài, dưới sự chứng kiến của sĩ quan Nhật và nhiều người dân Phật Sơn, trong đó có vợ và bạn thân của Diệp Vấn.
Diệp Vấn đánh bại Miura và đã bị bắn ngã ngay trên võ đài, nhưng anh chỉ bị thương chứ chưa chết. Ở phần kết thúc phim, lời dẫn chuyện cho biết anh cùng với gia đình đã rời khỏi Phật Sơn và sau này đã sang Hồng Kông. Tại Hồng Kông, lần đầu tiên Diệp sư phụ mở một lớp dạy Vịnh Xuân quyền, đồ đệ theo học rất nhiều, nổi tiếng trong đó là Lý Tiểu Long.

## Diễn viên
| Diễn viên        | Vai diễn          |
| ---------------- | ----------------- |
| Chân Tử Đan      | Diệp Vấn          |
| Nhậm Đạt Hoa     | Châu Thanh Tuyền  |
| Hùng Đại Lâm     | Trương Vĩnh Thành |
| Lâm Gia Đống     | Lý Chiêu          |
| Hiroyuki Ikeuchi | Tướng Miura       |
| Phàn Thiếu Hoàng | Kim Sơn Trảo      |
| Thích Hành Vũ    | Lâm võ sĩ         |
| Hoàng Hựu Nam    | Sa Đảm Nguyên     |
| Lý Trạch         | Diệp Chuẩn        |
| Tenma Shibuya    | Sato              |
| Lý Cơ Long       | Thanh Long        |
| Trần Chi Huy     | Liêu sư phụ       |
| Chu Trọng        | Hà sư phụ         |
| Đỗ Vũ Hàng       | Hồ Uy             |

## Sản xuất
Diệp Vấn là bộ phim đầu tiên được dàn dựng dựa trên tiểu sử của Diệp Vấn. Đó là phim thứ tư được làm dưới sự hợp tác của đạo diễn Diệp Vĩ Tín và Chân Tử Đan, sau Sát Phá Lang, Long Hổ Môn và Đảo hỏa tuyến. Trong phim còn có Nhậm Đạt Hoa, một ngôi sao khác từng xuất hiện trong bộ phim Sát Phá Lang. Kịch bản của phim được viết bởi Hoàng Tử Hoàn, con trai của nhà sản xuất Hoàng Bách Minh. Hoàng Tử Hoàn cũng là người viết kịch bản cho bộ Long Hổ Môn, bộ phim thứ hai có sự hợp tác của Chân và Diệp. Diệp Vấn được thực hiện và phát hành bởi Công ty điện ảnh Quan Thoại, cộng tác với Hãng phim Thượng Hải ở vai trò đồng sản xuất, trong khi Hoàng Bách Minh là người giám chế cũng như sản xuất phim. Con trai của Diệp Vấn là Diệp Chuẩn, cùng hai đệ tử của ông là Leo Au Yeung và Long Fish cũng hợp tác với đoàn làm phim trong việc chỉ đạo các thế võ và màn giao đấu. Kinh phí sản xuất phim vào khoảng 40 triệu đôla Hồng Kông.

### Kế hoạch
Ý tưởng làm một bộ phim về Diệp Vấn đã có từ năm 1998 bởi Lưu Trấn Vĩ và Nguyên Khuê. Chân Tử Đan được đưa vào dự án cho vai Diệp Vấn, trong khi Châu Tinh Trì vào vai Lý Tiểu Long. Chân đã ký hợp đồng và nhận một số tiền, tuy nhiên dự án đã bị bỏ dở do không được cấp phép.
Tháng 12 năm 2007, kế hoạch thực hiện phim Diệp Vấn lần thứ hai đã được công bố, diễn viên Trâu Triệu Long (Collin Chou) ban đầu là một phần của dự án, tuy nhiên đã không thể tham gia. Giám chế Hoàng Bách Minh nói rằng bộ phim sẽ được dàn dựng với khung hình tương tự như Sát Phá Lang.

### Thực hiện
Các nhà sản xuất bắt tay vào làm phim từ tháng 3 năm 2008, rồi đóng máy vào cuối tháng 8. Nội dung phim phần lớn tập trung vào các sự kiện xung quanh Diệp Vấn, trong thời gian từ giữa thập niên 1930 tới 1940, khi Diệp Vấn còn ở Phật Sơn. Bối cảnh ban đầu được lựa chọn là ở Phật Sơn, tuy nhiên do kiến trúc nhà cửa của nơi này đã trở nên hiện đại nên đoàn làm phim quyết định dời địa điểm quay về Thượng Hải.
Những cảnh quay đầu tiên đã diễn ra trong các khu công nghiệp huyện của Thượng Hải. Đoàn làm phim đã gặp không ít khó khăn khi tạo ra một bối cảnh thành thị của những năm 1930. Họ dành một tuần để tạo ra một xí nghiệp dệt bông giống như thập niên 1930, nơi sẽ là xí nghiệp do Châu Thanh Tuyền, bạn thân của Diệp Vấn trong phim làm giám đốc. Đó cũng là nơi sẽ ghi dấu ấn cho lần đầu tiên Diệp Vấn đồng ý dạy võ cho quần chúng.
Nhà thiết kế hình ảnh Mạc Quốc Cường, người thường xuyên cộng tác với đạo diễn Diệp Vĩ Tín, đã bao gồm cả yếu tố Tây phương trong thiết kế của mình. Ông đã nghiên cứu kỹ những hình ảnh của Phật Sơn trong những năm đầu Dân Quốc. Hình ảnh trong phim là sự kết hợp giữa yếu tố truyền thống Trung Quốc với các nền văn hóa Phương Tây. Những cột nhà, đèn, bàn, ghế trong nhà Diệp Vấn được thiết kế dựa theo phong cách Ăng-lê.

## Các màn giao đấu
Vai trò chỉ đạo võ thuật của phim này được giao cho Hồng Kim Bảo và nhà chỉ đạo kỳ cựu Lương Tiểu Hồng. Hồng Kim Bảo từng hợp tác với Chân Tử Đan và Diệp Vĩ Tín trong phim nổi tiếng Sát Phá Lang. Ông được chọn là người chỉ đạo chính vì kinh nghiệm thực hiện bộ Warriors Two năm 1978 và bộ Bại Gia Tử (敗家仔), trong đó có sử dụng các thế võ Vịnh Xuân. Ông hóm hỉnh nhận xét về việc hợp tác với Chân Tử Đan là:"Với cái miệng của tôi".
Với Chân Tử Đan, anh cho rằng đây là vai diễn nhọc nhằn trong đời của mình, cả về tinh thần lẫn thể chất. Anh đã dành một tháng để chuẩn bị cho vai diễn, bao gồm cả thực hiện chế độ ăn kiêng nghiêm ngặt gồm nhiều rau, và chỉ ăn một bữa trong ngày. Chân Tử Đan dành ra 8 tháng luyện Vịnh Xuân quyền dưới sự giúp đỡ từ những người con của Diệp Vấn còn sống, với hy vọng đưa lên màn ảnh một Diệp Vấn rõ nét nhất, về tính cách cũng như võ thuật, bên cạnh đó anh còn muốn quảng bá môn võ đặc biệt Vịnh Xuân Quyền. Sau bộ phim, Chân Tử Đan thậm chí đã bị nhân vật ám ảnh, anh thay đổi giọng nói và cả điệu đi dáng đứng trong một thời gian. Trong khi thực hiện một cảnh đấu võ, Chân Tử Đan đã bị thương khi một người đã lỡ đánh búa đụng vào mắt trái của anh.
Diễn viên Hiroyuki Ikeuchi của Nhật Bản, người đóng vai tướng Miura trong phim, được cho là sẽ khó mà làm việc theo ý của Hồng Kim Bảo. Trong một cảnh, anh bị thương nhẹ sau khi nhận được bốn cú đấm liên tục. Chân, Hồng sau đó đã khen ngợi Ikeuchi, bởi vì diễn viên người Nhật này chưa từng tập luyện võ thuật Trung Quốc.

## Âm nhạc
Phần âm nhạc trong phim được giao cho nhạc sĩ Nhật Bản Kenji Kawai, người đã từng làm nhạc nền cho bộ Long Hổ Môn năm 2006.

## Tranh cãi về tên phim
Phim Diệp Vấn từng gây ra tranh cãi vì cái tiêu đề ban đầu của nó: Nhất đại tôn sư, vì lẽ đạo diễn Vương Gia Vệ từng đăng ký làm 1 phim có tên như thế với cùng đề tài, từ cách đó 10 năm. Vương Gia Vệ chưa được cấp phép thì Diệp Vĩ Tín đã được đầu tư kinh phí để thực hiện trước, điều này làm đạo diễn họ Vương bất bình. Sau đó ông bắt tay vào thực hiện bộ phim Nhất đại tôn sư với vai Diệp Vấn thuộc về ảnh đế Lương Triều Vĩ. Phim của Vương Gia Vệ khi đó mới ở trong dự định, sau dự án đã bỏ dở nhiều năm trước đó.
Sau khi Hoàng Bách Minh công bố tiêu đề của mình, công ty sản xuất phim Jet Tone của Vương Gia Vệ tuyên bố rằng họ đã đăng ký độc quyền cái tiêu đề này ở Trung Quốc và Hoàng Bách Minh đã sử dụng trái phép. Họ cũng từ chối lời yêu cầu bồi thường của Chân Tử Đan do cách đây 10 năm. Vương Gia Vệ và Lưu Trấn Vĩ đã đưa anh vào vai Diệp Vấn trong dự án này, mà sau đó đã chuyển vai cho Lương Triều Vĩ.
Để chấm dứt sự tranh cãi, Hoàng Bách Minh đã phát biểu với giới truyền thông:
"Thực ra trong giai đoạn đầu của dự án, chúng tôi đã gọi phim của mình là Diệp Vấn, nhưng những nhà đầu tư ở lục địa cho rằng Diệp Vấn vốn dĩ là người thầy vĩ đại nhất trong thời kỳ của ông ấy, nên chúng tôi đã đổi tên thành Nhất Đại tôn sư Diệp Vấn để tỏ sự kính trọng. Tuy vậy, sự đặt tên này lại gây ra tranh cãi. Để thôi phiền toái, chúng tôi đã mở cuộc thảo luận với các nhà đầu tư, ông Diệp Chuẩn, giám chế và đạo diễn Diệp Vĩ Tín, sau đó quyết định thay đổi tựa phim ban đầu của mình".
Sau đó, lại có thông báo rằng thời hạn 5 năm để độc quyền tên phim của Vương Gia Vệ đã hết. Trong một cuộc phỏng vấn về sau, ông Hoàng Bách Minh cho biết tên phim Nhất đại tôn sư đang trong giai đoạn phát triển.

### Tựa đề khác
- Diệp Vấn truyện (葉問傳)
- Nhất đại tôn sư Diệp Vấn (一代宗師葉問)

## Giải thưởng và đề cử
| Danh sách giải thưởng                           | Danh sách giải thưởng             | Danh sách giải thưởng         | Danh sách giải thưởng |
| Giải thưởng                                     | Thể loại                          | Nhân vật                      | Kết quả               |
| ----------------------------------------------- | --------------------------------- | ----------------------------- | --------------------- |
| Beijing Student Film Festival                   | Nam diễn viên chính xuất sắc nhất | Chân Tử Đan                   | Đoạt giải             |
| Beijing Student Film Festival                   | Đạo diễn được yêu thích nhất      | Diệp Vĩ Tín                   | Đoạt giải             |
| Liên hoan phim Fantasia 2009                    | Technical Achievement             |                               | Đoạt giải             |
| Liên hoan phim Fantasia 2009                    | Phim châu Á hay nhất              | Diệp Vĩ Tín                   | Giải Nhì              |
| Liên hoan phim Fantasia 2009                    | Phim mãnh liệt nhất               | Diệp Vĩ Tín                   | Giải Nhì              |
| 46th Golden Horse Film Awards                   | Chỉ đạo hành động xuất sắc nhất   | Hồng Kim Bảo, Lương Tiểu Hồng | Đoạt giải             |
| Giải Kim Tượng lần thứ 28                       | Phim hay nhất                     |                               | Đoạt giải             |
| Giải Kim Tượng lần thứ 28                       | Đạo diễn xuất sắc nhất            | Diệp Vĩ Tín                   | Đề cử                 |
| Giải Kim Tượng lần thứ 28                       | Nam diễn viên chính xuất sắc nhất | Chân Tử Đan                   | Đề cử                 |
| Giải Kim Tượng lần thứ 28                       | Nam diễn viên phụ xuất sắc nhất   | Lâm Gia Đống                  | Đề cử                 |
| Giải Kim Tượng lần thứ 28                       | Nam diễn viên phụ xuất sắc nhất   | Phàn Thiếu Hoàng              | Đề cử                 |
| Giải Kim Tượng lần thứ 28                       | Quay phim xuất sắc nhất           | Kha Tinh Bái                  | Đề cử                 |
| Giải Kim Tượng lần thứ 28                       | Dựng phim xuất sắc nhất           | Trương Gia Huy                | Đề cử                 |
| Giải Kim Tượng lần thứ 28                       | Thiết kế hình ảnh xuất sắc nhất   | Mạc Quốc Cường                | Đề cử                 |
| Giải Kim Tượng lần thứ 28                       | Chỉ đạo hành động xuất sắc nhất   | Hồng Kim Bảo, Lương Tiểu Hồng | Đoạt giải             |
| Giải Kim Tượng lần thứ 28                       | Thiết kế âm thanh xuất sắc nhất   | Tăng Cảnh Tường               | Đề cử                 |
| Giải Kim Tượng lần thứ 28                       | Hiệu ứng xuất sắc                 | Hoàng Trí Hanh                | Đề cử                 |
| Giải Kim Tượng lần thứ 28                       | Nhạc phim xuất sắc                | Kenji Kawai                   | Đề cử                 |
| Huabiao Film Awards                             | Outstanding Abroad Actor          | Chân Tử Đan                   | Đoạt giải             |
| Huabiao Film Awards                             | Outstanding Co-production Film    |                               | Đoạt giải             |
| Shanghai Film Critics Awards                    | Film of Merit                     |                               | Đoạt giải             |
| Sitges - Catalonian International Film Festival | Orient Express Award              | Diệp Vĩ Tín                   | Đoạt giải             |
| 2nd Iron Elephant Awards                        | Hình ảnh xuất sắc nhất            |                               | Đoạt giải             |
| 2nd Iron Elephant Awards                        | Chỉ đạo hành động xuất sắc nhất   | Hồng Kim Bảo, Lương Tiểu Hồng | Đoạt giải             |
| 2nd Iron Elephant Awards                        | Nam diễn viên chính xuất sắc nhất | Chân Tử Đan                   | Đoạt giải             |